# Cratonerthra
Cratonerthra is een uitgestorven geslacht van wantsen uit de familie van de Gelastocoridae. Het geslacht werd voor het eerst wetenschappelijk beschreven door Martins-Neto in 2005.

## Soorten
Het genus bevat de volgende soorten:

- Cratonerthra corinthiana Martins-Neto, 2005
- Cratonerthra estevezae López Ruf & Goodwyn, 2005